# Plaza de la Libertad (Sujumi)
La plaza de la Libertad (en ruso: Площадь Свободы) es el nombre que recibe la plaza principal de la ciudad de Sujumi la capital de la autoproclamada región independiente de Abjasia, un territorio reclamado por Georgia.
En la plaza se encuentra el antiguo edificio del Consejo de Ministros de la Abjasia Soviética. A principios del siglo en el sitio de la plaza había un gran claro. En la década de 1920 se realizaron obras en lugar y fue llamado Plaza de la Libertad. En la década de 1960 en frente de la plaza fue construido  un grandioso edificio para que funcionara como la Casa de Gobierno, que fue quemado durante los combates durante la "liberación" de Sujumi a finales de septiembre de 1993.
En la época soviética, el área fue nombrada en honor de Lenin. Sobre un pedestal en el centro de la plaza se encontraba el estatua de ese personaje comunista. En agosto de 1992, recibió disparos de fusiles y ametralladoras cuando entraron en la ciudad las tropas del Consejo de Estado de Georgia.
En agosto de 2008, En el edificio del parlamento fue colocada una gran bandera de Abjasia y el lema "La República de Abjasia - Estado independiente".